# La taxista
La taxista (también conocida internacionalmente como Colgando en tus manos), es una telenovela mexicana producida por Agustín Restrepo para Imagen Televisión en 2018. Es la adaptación de la telenovela chilena Eres mi tesoro creada por Yusef Rumie.
Está protagonizada por Ana Belena, Marcus Ornellas y Miguel Ángel Biaggio, junto con Julio Camejo y Cecilia Galliano en los roles antagónicos. Las grabaciones comenzaron el 10 de enero de 2018 en el foro 4 de los estudios de Grupo Imagen en la Ciudad de México y es la sexta producción original de Imagen Televisión. Se estrenó el 17 de septiembre de 2018 en sustitución de Muy padres, y finalizó el 10 de enero de 2019 en reemplazo de Un poquito tuyo.

## Trama
Victoria Martínez (Ana Belena) es una mujer que trabaja como taxista y que se esfuerza por sacar adelante su familia desde que su padre murió, y en especial a su hija Daniela (Camila Rivas) que padece de discapacidad física. Todos esperan que Victoria se case con Juan (Miguel Ángel Biaggio), un soltero encantador y muy codiciado dueño de la mejor taquería del barrio conocida como “El Rey del taco”, el hombre que creen es perfecto para ella, pero Victoria en realidad no está enamorada de Juan, desde que en un imprevisto conoce y pone en sus ojos a Álvaro Lizárraga (Marcus Ornellas), un millonario que tiene su vida y su corazón destruidos al saber que su esposa Carolina (Cecilia Galeano) lo engaña con Rodrigo (Julio Camejo), su mejor amigo que está empecinado en destruir la vida de Álvaro. Victoria no sabe esto último, y tendrá que enfrentar la oposición de su familia, sus amigos y su propia hija, a un amor que parece imposible. Para esto, la taxista y el empresario comienzan a tener una relación amorosa. Álvaro aprenderá de la alegría y sencillez de Victoria a como disfrutar de la esencia de la vida que su absorbente trabajo le ha hecho olvidar. Álvaro, por su parte, hace vivir a Victoria algo que ella nunca había experimentado: estar verdaderamente enamorada. Ahí comienza la lucha de Victoria por enfrentar a su familia y la furia de la esposa de Álvaro para que su amor prospere.

## Reparto

### Reparto principal
- Ana Belena como Victoria «Vicky» Martínez Contreras
- Marcus Ornellas como Álvaro Lizárraga Larios
- Miguel Ángel Biaggio como Juan Lozoya
- Julio Camejo como Rodrigo Monreal Castillo[3]
- Cecilia Galliano como Carolina Ruiz Lizárraga
- Martha Mariana Castro como Guadalupe «Lupita» Contreras de Martínez[3]
- Carmen Beato como Emilia Larios de Lizárraga[3]
- Julieta Grajales como Susana «Susy» Pizarro[7]
- Perla Encinas como Clara Lizárraga Larios
- Vanessa Silva como María de la Paz «Marión» Martínez Contreras
- Eduardo Shacklett como Abundio «El Tigre» Pizarro
- Abel Fernando como Francisco «Pancho» Lozoya
- Daniel Barona como Patricio Lizárraga Ruiz
- Marco León como Ricardo «Richie» Pizarro
- Tamara Guzmán como Lolita
- Camila Rivas como Daniela Martínez Contreras
- Óscar Casanova como Cerillo
- Carlos Athié como Maximiliano Olvera

### Reparto recurrente
- María de la Luz Cendejas como Carmen Castillo Torres
- Raúl Tadeo como Licenciado Raúl Pereira
- Alejandra Mazin como Ceci
- César Úreña como Isidro «Profesor Pilates» / Felipe[8]
- Deborah Ríos como Beatriz
- Luis Xavier como Demetrio Campomanes
- Marcos Montero como Miguel
- Zadkiel Santiago como Ismael
- Patricia Martínez como Alicia
- Dayana Vander como Santa
- Paola Villalobos como Deborah
- Roberto Munguía como Bernardo Monreal
- Gaby Mellado como Becka Romero[9]

## Audiencia
| Temporada | Horario (CT)                     | Episodios | Primera emisión          | Primera emisión     | Última emisión      | Última emisión      | Prom. de espectadores (formato) |
| Temporada | Horario (CT)                     | Episodios | Fecha                    | Audiencia (formato) | Fecha               | Audiencia (formato) | Prom. de espectadores (formato) |
| --------- | -------------------------------- | --------- | ------------------------ | ------------------- | ------------------- | ------------------- | ------------------------------- |
| 1         | Lunes a viernes 18:30 - 19:30 h. | 80        | 17 de septiembre de 2018 | 0.52                | 10 de enero de 2019 | 0.80                | 0.65                            |

## Episodios
| N.º | Título                               | Fecha de emisión original | Audiencia (millones) |
| --- | ------------------------------------ | ------------------------- | -------------------- |
| 1   | «Me has roto el corazón»             | 17 de septiembre de 2018  | 0.52                 |
| 2   | «¿Quién es tu amante?»               | 18 de septiembre de 2018  | 0.66                 |
| 3   | «Nace un nuevo amor»                 | 19 de septiembre de 2018  | 0.77                 |
| 4   | «Un romántico viaje»                 | 20 de septiembre de 2018  | 0.71                 |
| 5   | «Presa de los celos»                 | 21 de septiembre de 2018  | 0.70                 |
| 6   | «Contratada de nuevo»                | 24 de septiembre de 2018  | 0.68                 |
| 7   | «Enamorados»                         | 25 de septiembre de 2018  | 0.78                 |
| 8   | «Inevitable atracción»               | 26 de septiembre de 2018  | 0.86                 |
| 9   | «La verdad acerca de Carolina»       | 27 de septiembre de 2018  | 0.76                 |
| 10  | «El camino libre»                    | 28 de septiembre de 2018  | 0.66                 |
| 11  | «Con la misma moneda»                | 1 de octubre de 2018      | 0.70                 |
| 12  | «Juan descubre a Victoria»           | 2 de octubre de 2018      | 0.75                 |
| 13  | «La peor decisión»                   | 3 de octubre de 2018      | 0.73                 |
| 14  | «¿Renunciar al amor?»                | 4 de octubre de 2018      | 0.62                 |
| 15  | «Entre dos amores»                   | 5 de octubre de 2018      | 0.60                 |
| 16  | «Un nuevo amor»                      | 8 de octubre de 2018      | 0.55                 |
| 17  | «Los celos de Juan»                  | 9 de octubre de 2018      | 0.56                 |
| 18  | «Debo confesarte»                    | 10 de octubre de 2018     | 0.70                 |
| 19  | «Desnudar»                           | 11 de octubre de 2018     | 0.74                 |
| 20  | «Sal de mi vida»                     | 12 de octubre de 2018     | 0.65                 |
| 21  | «La reconquista»                     | 15 de octubre de 2018     | 0.55                 |
| 22  | «No rogaré más»                      | 16 de octubre de 2018     | 0.60                 |
| 23  | «¿Me amas o desaparezco?»            | 17 de octubre de 2018     | 0.73                 |
| 24  | «Amor secreto»                       | 18 de octubre de 2018     | 0.66                 |
| 25  | «Nidito de amor»                     | 19 de octubre de 2018     | 0.69                 |
| 26  | «La verdad de Victoria»              | 22 de octubre de 2018     | 0.56                 |
| 27  | «Solo Juan puede ser mi papá»        | 23 de octubre de 2018     | 0.63                 |
| 28  | «Se acaban los secretos»             | 24 de octubre de 2018     | 0.66                 |
| 29  | «El amor tiene consecuencias»        | 25 de octubre de 2018     | 0.70                 |
| 30  | «Una relación incómoda»              | 26 de octubre de 2018     | 0.64                 |
| 31  | «El abuso»                           | 29 de octubre de 2018     | 0.69                 |
| 32  | «La traición de un amigo»            | 30 de octubre de 2018     | 0.62                 |
| 33  | «¿Vas tú o voy yo?»                  | 31 de octubre de 2018     | 0.63                 |
| 34  | «En las redes de Rodrigo»            | 2 de noviembre de 2018    | 0.65                 |
| 35  | «Renace la pasión»                   | 5 de noviembre de 2018    | 0.58                 |
| 36  | «El amor duele»                      | 6 de noviembre de 2018    | 0.76                 |
| 37  | «La premiación»                      | 7 de noviembre de 2018    | 0.63                 |
| 38  | «Los celos de Victoria»              | 8 de noviembre de 2018    | 0.68                 |
| 39  | «Entre la espada y la pared»         | 9 de noviembre de 2018    | 0.58                 |
| 40  | «La sospecha»                        | 1 de noviembre de 2018    | 0.65                 |
| 41  | «Un terrible momento»                | 12 de noviembre de 2018   | 0.61                 |
| 42  | «Una disputa de amor»                | 13 de noviembre de 2018   | 0.70                 |
| 43  | «Todo por amor»                      | 14 de noviembre de 2018   | 0.76                 |
| 44  | «Nuestro nido de amor»               | 15 de noviembre de 2018   | 0.74                 |
| 45  | «Adiós para siempre»                 | 16 de noviembre de 2018   | 0.61                 |
| 46  | «Los celos de Rodrigo»               | 19 de noviembre de 2018   | 0.66                 |
| 47  | «Un inesperado final»                | 20 de noviembre de 2018   | 0.59                 |
| 48  | «Con el corazón roto»                | 21 de noviembre de 2018   | 0.63                 |
| 49  | «Un grave error»                     | 22 de noviembre de 2018   | 0.66                 |
| 50  | «El padre»                           | 23 de noviembre de 2018   | 0.63                 |
| 51  | «Un destello de esperanza»           | 26 de noviembre de 2018   | 0.69                 |
| 52  | «La verdad duele»                    | 27 de noviembre de 2018   | 0.59                 |
| 53  | «Regresa el padre de Daniela»        | 29 de noviembre de 2018   | 0.56                 |
| 54  | «Un doloroso adiós»                  | 30 de noviembre de 2018   | 0.59                 |
| 55  | «El secreto de Marión»               | 3 de diciembre de 2018    | 0.55                 |
| 56  | «La inocencia de Álvaro»             | 4 de diciembre de 2018    | 0.58                 |
| 57  | «El tiempo pasa»                     | 5 de diciembre de 2018    | 0.57                 |
| 58  | «Regresan Juan y Victoria»           | 6 de diciembre de 2018    | 0.64                 |
| 59  | «Una traición al descubierto»        | 7 de diciembre de 2018    | 0.59                 |
| 60  | «Una nueva oportunidad»              | 10 de diciembre de 2018   | 0.64                 |
| 61  | «Una esposa infiel»                  | 11 de diciembre de 2018   | 0.55                 |
| 62  | «Seamos una familia»                 | 12 de diciembre de 2018   | 0.56                 |
| 63  | «La gota que derrama el vaso»        | 13 de diciembre de 2018   | 0.60                 |
| 64  | «Vamos a casarnos»                   | 14 de diciembre de 2018   | 0.60                 |
| 65  | «Las dudas de Juan»                  | 17 de diciembre de 2018   | 0.58                 |
| 66  | «Adiós para siempre»                 | 18 de diciembre de 2018   | 0.64                 |
| 67  | «Vas a perderlo todo»                | 19 de diciembre de 2018   | —                    |
| 68  | «¿La amas sí o no?»                  | 20 de diciembre de 2018   | —                    |
| 69  | «Irás a la cárcel»                   | 21 de diciembre de 2018   | —                    |
| 70  | «Patricio nunca será tu hijo»        | 25 de diciembre de 2018   | —                    |
| 71  | «Álvaro, regresa»                    | 26 de diciembre de 2018   | —                    |
| 72  | «Voy a estar contigo hasta el final» | 27 de diciembre de 2018   | —                    |
| 73  | «¿Le dirás la verdad a Patricio?»    | 28 de diciembre de 2018   | —                    |
| 74  | «Errores»                            | 2 de enero de 2019        | —                    |
| 75  | «La verdad»                          | 3 de enero de 2019        | —                    |
| 76  | «Cásate conmigo»                     | 4 de enero de 2019        | 0.74                 |
| 77  | «Un corazón para Álvaro»             | 7 de enero de 2019        | 0.75                 |
| 78  | «Mi corazón no tiene tiempo»         | 8 de enero de 2019        | 0.64                 |
| 79  | «El secuestro»                       | 9 de enero de 2019        | 0.72                 |
| 80  | «Episodio final»                     | 10 de enero de 2019       | 0.80                 |